# 大千軒岳

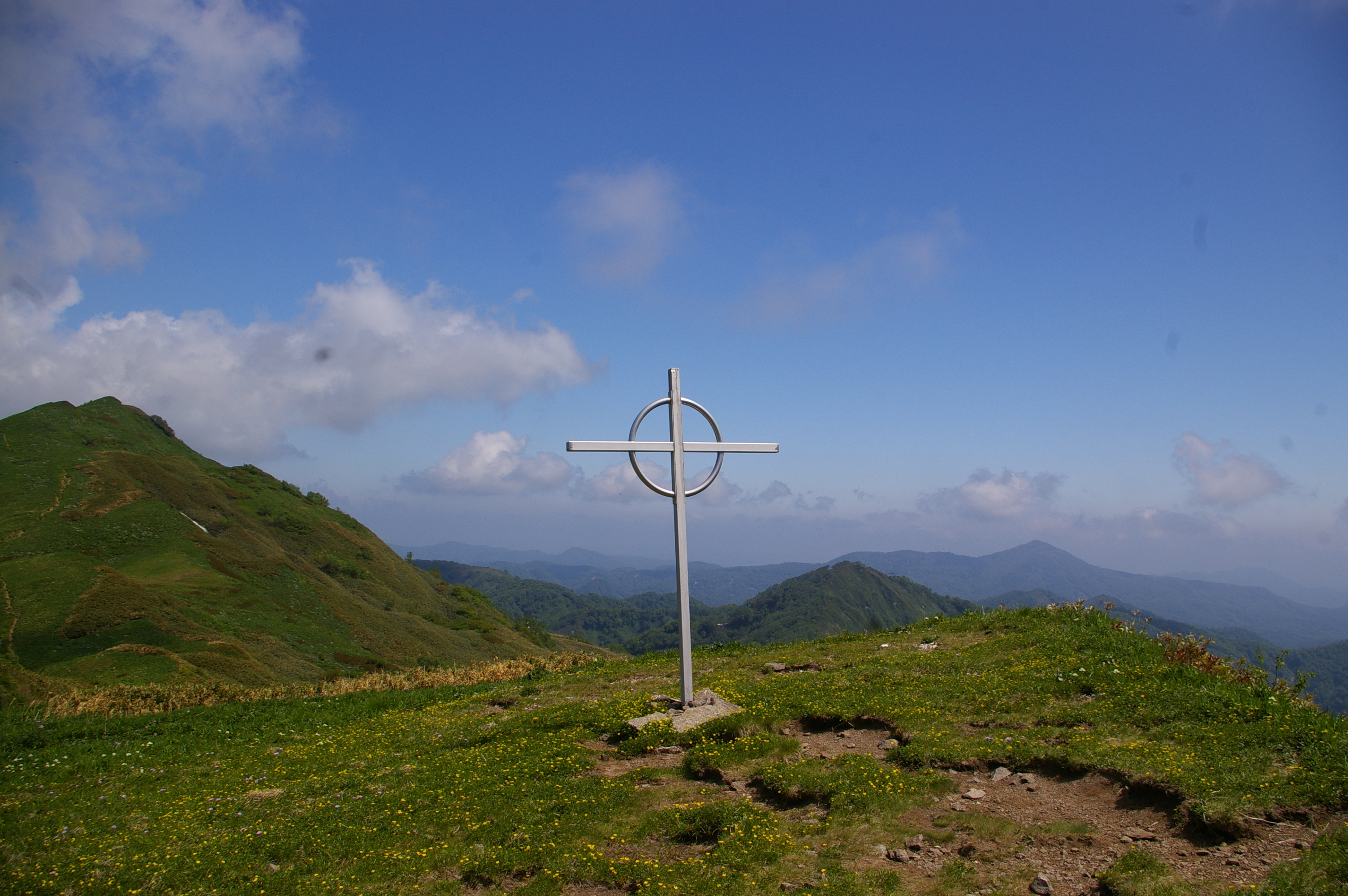
千軒平にある十字架

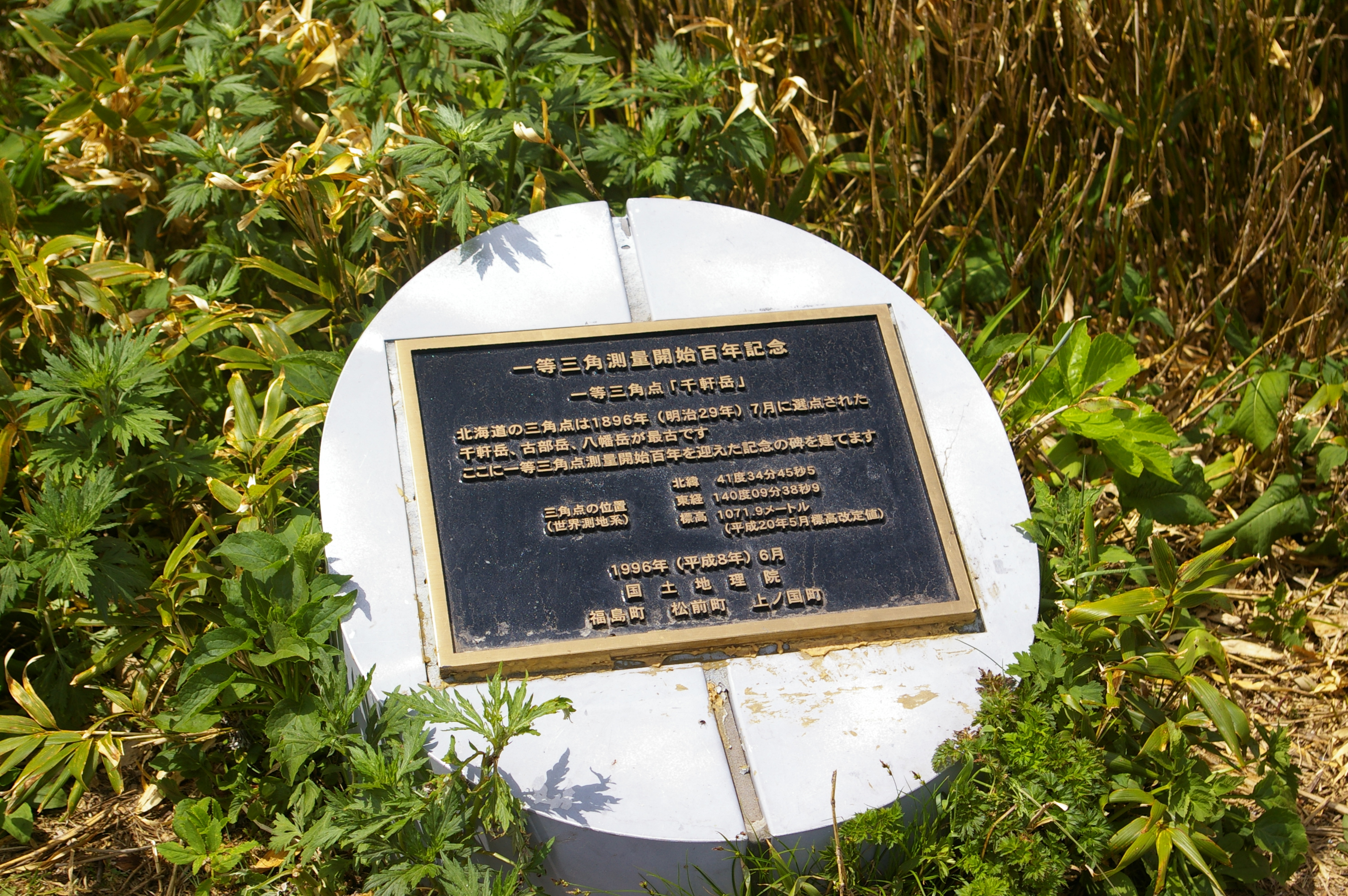
一等三角測量開始100年記念碑

大千軒岳（だいせんげんだけ）は、北海道渡島半島の南西部、松前郡松前町と上ノ国町との境にある山である。標高1,072m。1896年（明治29年）、北海道で最初に一等三角点が設置された山である。
寛永16年（1639年）、松前藩による隠れキリシタン処刑によって106人が殉教した地でもあり、金山番所跡（知内川コースの5合目付近）と、千軒平の尾根には十字架が建てられており、毎年7月の最終日曜日には千軒岳殉教記念ミサが行われる。

## 登山
花の百名山、日本三百名山のひとつ。

### 登山コース
- 知内川コース(東側)
  - 国道228号の福島町千軒から町道澄川線を進み、林道を経て奥二股登山口駐車場より出発する。なお途中の林道は2013年9月2日から工事のため通行止めであり、通行日禁止解除は未定[3]。

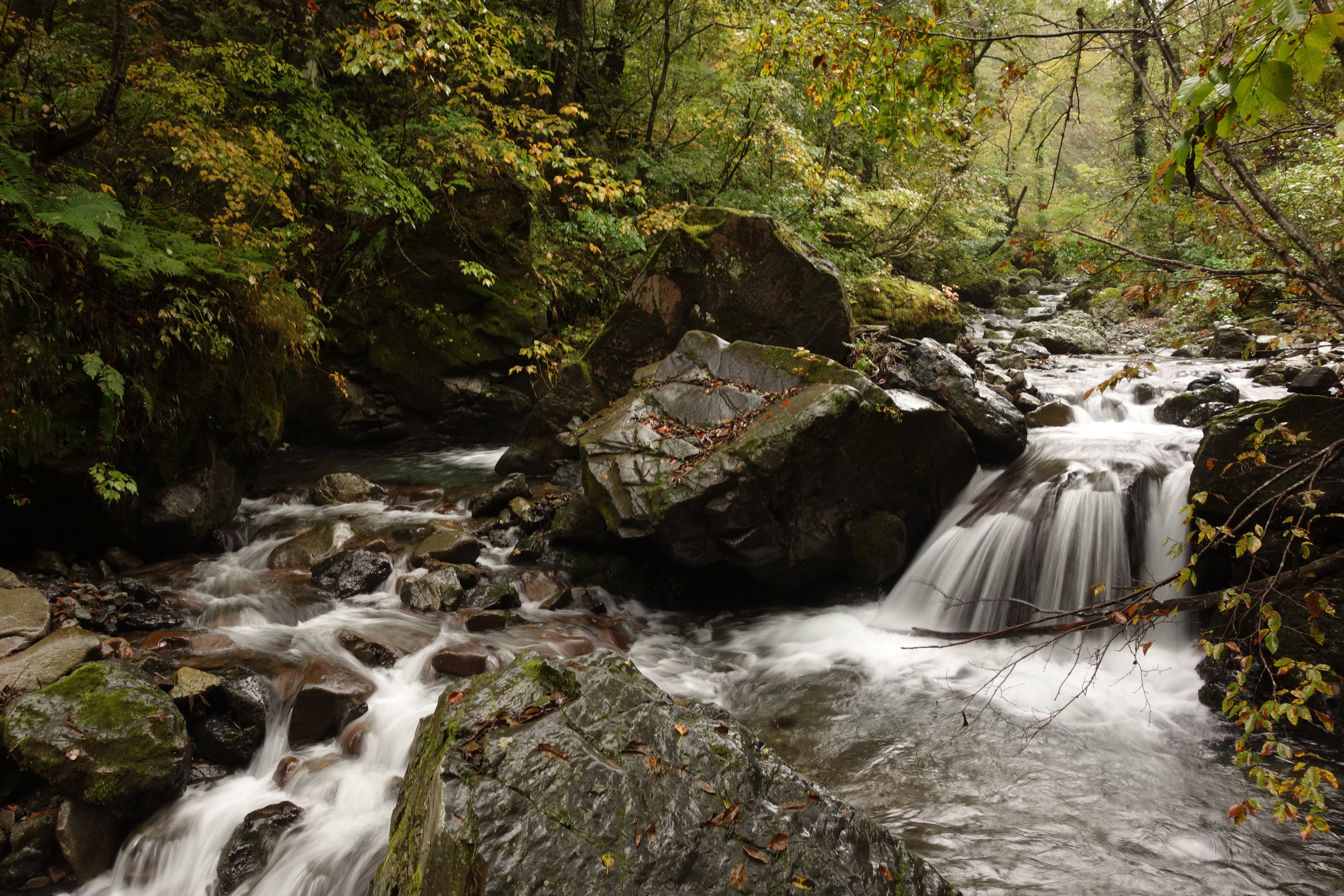
紅葉に彩られた知内川
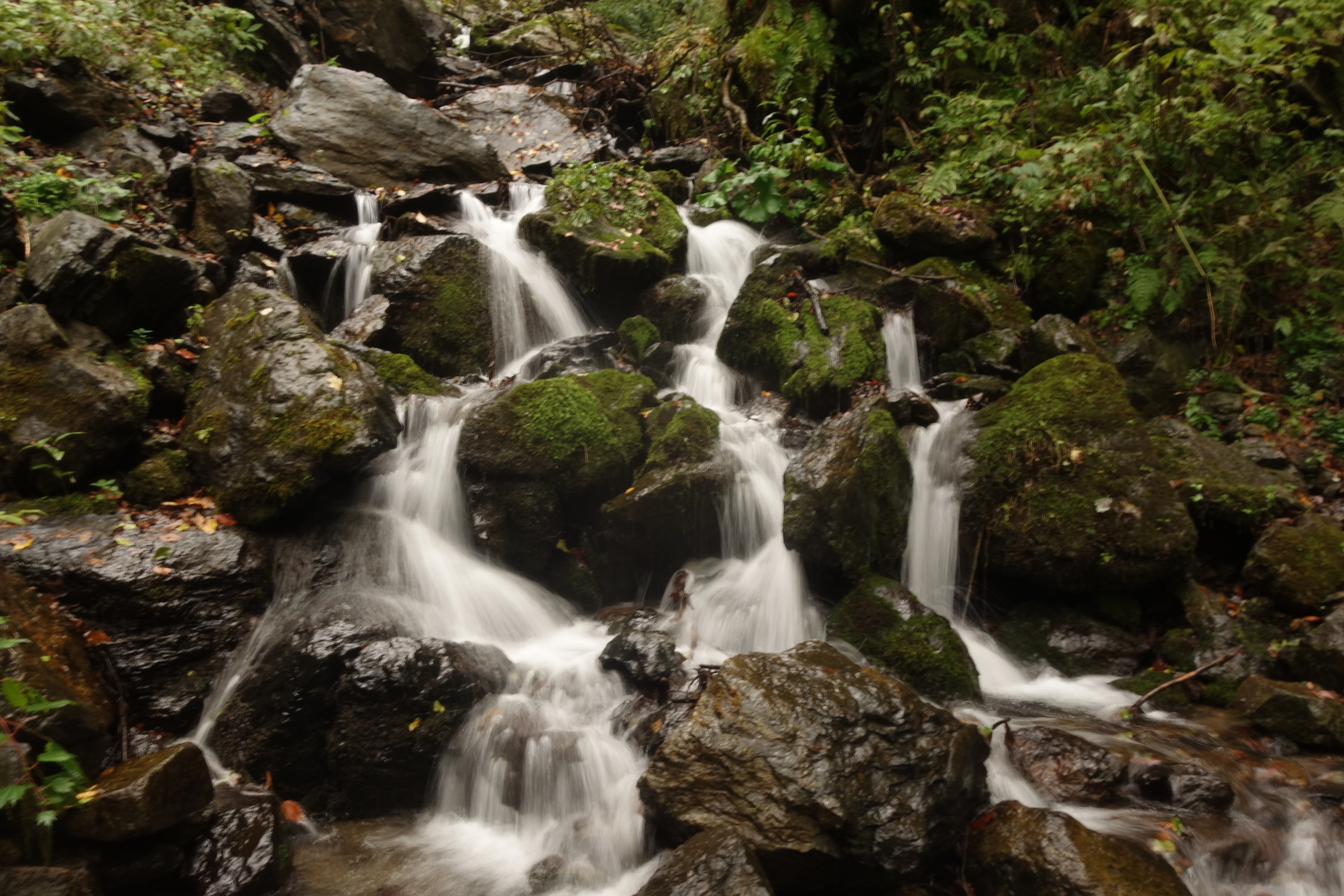
滝や渓谷を越える
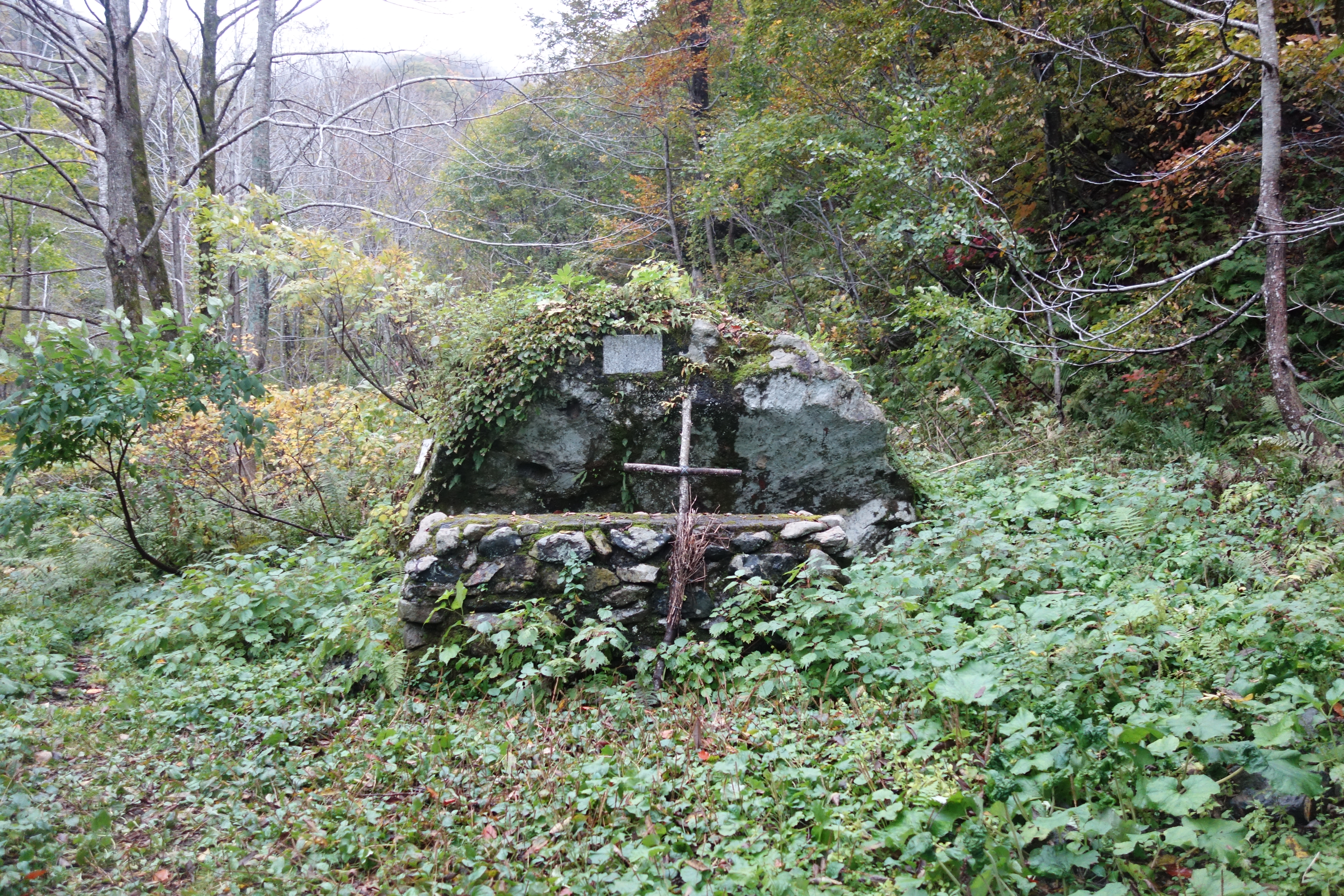
金山番所跡

- 新道コース(西側)
- 旧道コース(西側)
  - 国道228号の松前町石崎から道道607号を北上し、登山口に至る。旧道登山口は新道登山口の3km手前にある。なお新道登山口から上ノ国町に至るまでの道は通行止めのため、上ノ国町から直接登山口に至ることはできない。[3]

### 見られる花

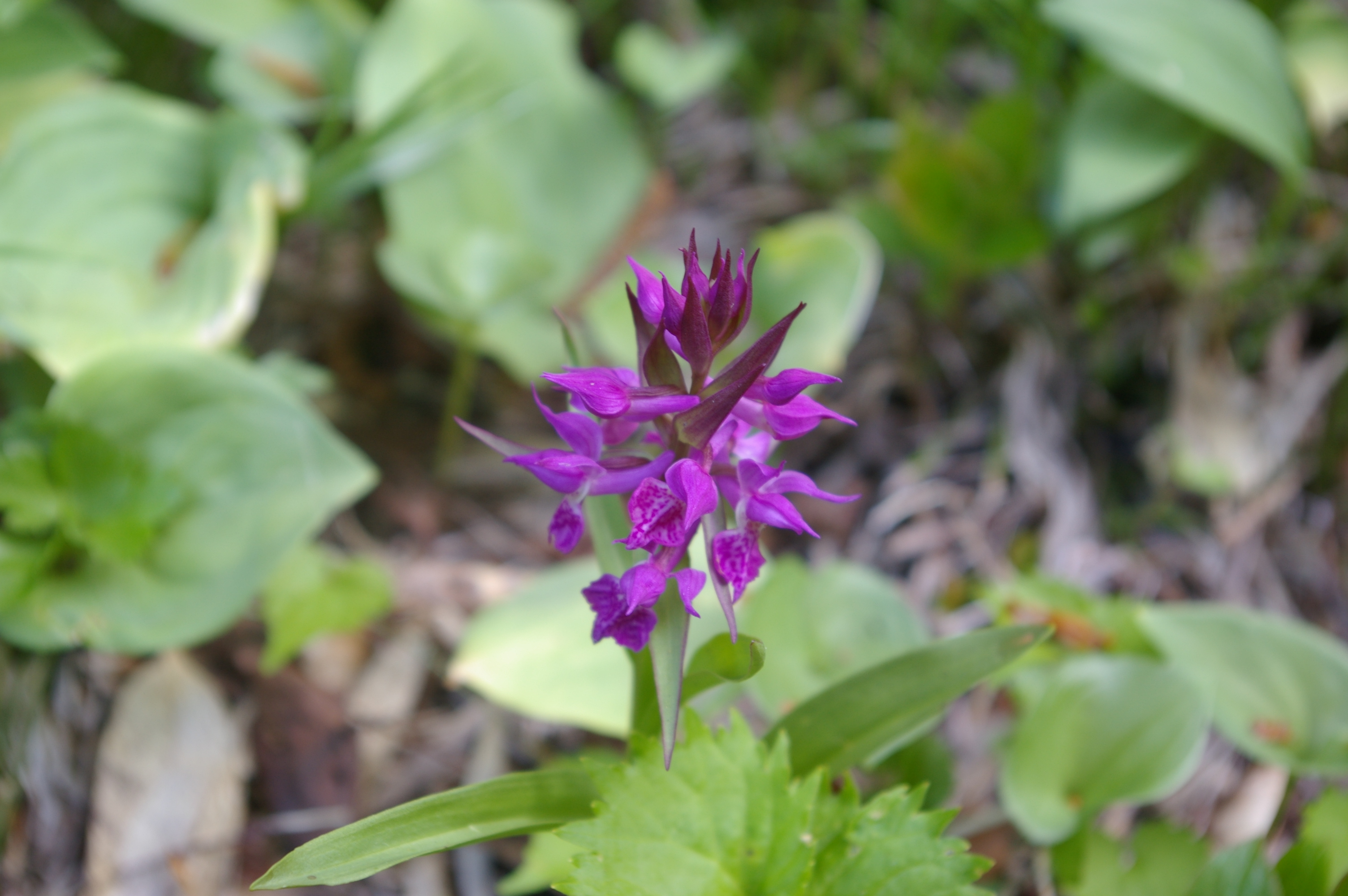
ハクサンチドリ (2010年6月12日撮影)

### ヒグマとの遭遇
- 2023年（令和5年）
  - 10月31日 - 登山中の男性2人がヒグマの襲撃を受けて2人が負傷[4]。
  - 11月2日 - 6合目付近で男性1人の遺体とヒグマの死体が発見された[5]。

## 三角点
点名「千軒岳」
- 緯度 40°34′45.5487"
- 経度 140°09′38.9434"
- 標高 1,071.87 m
- 所在地 北海道松前郡松前町字大津469番